# Tipula (Savtshenkia) invenusta invenusta
Tipula (Savtshenkia) invenusta invenusta is een ondersoort van de tweevleugelige Tipula (Savtshenkia) invenusta uit de familie langpootmuggen (Tipulidae). De ondersoort komt voor in het Palearctisch en Nearctisch gebied.